# Saint-Ulrich
Saint-Ulrich är en kommun i departementet Haut-Rhin i regionen Grand Est (tidigare regionen Alsace) i nordöstra Frankrike. Kommunen ligger i kantonen Hirsingue som tillhör arrondissementet Altkirch. År 2022 hade Saint-Ulrich 303 invånare.

## Befolkningsutveckling
Antalet invånare i kommunen Saint-Ulrich
| Referens: INSEE |